# HSL

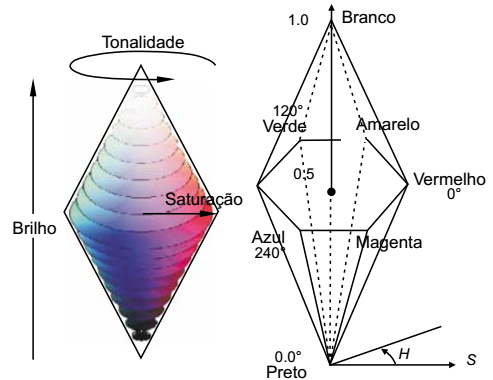
Adaptado do Computação Gráfica - Teoria e Prática

HSL (Hue, Saturation, Lightness) é um sistema de cores desenvolvido por Gerald Murch, derivado dos conceitos definidos por Albert Munsell na primeira década do século XX.
Os parâmetros de cor utilizados nesse sistema são a tonalidade (hue), a saturação (saturation) e o brilho (lightness).
Enquanto no HSV, o hexágono de cores está representado na posição V=1, ou seja, no brilho máximo, no HSL, o hexágono está na posição L=0.5, ou seja, fica no meio do brilho (Lightness).